# Hamish Turnbull
Hamish Turnbull (Morpeth, 13 juli 1999) is een Brits baanwielrenner die met Jack Carlin en Ed Lowe zilver won op de Olympische Zomerspelen 2024 op het onderdeel teamsprint.

## Palmares
| Jaar     | BK              | EK         | WK         | Overige                         |
| -------- | --------------- | ---------- | ---------- | ------------------------------- |
| Beloften |                 |            |            |                                 |
| 2021     |                 | teamsprint |            |                                 |
| Elite    |                 |            |            |                                 |
| 2019     | sprint          |            |            |                                 |
| 2020     | sprint          |            |            |                                 |
| 2021     |                 |            |            |                                 |
| 2022     | keirin · sprint | teamsprint | teamsprint | Gemenebestspelen: · teamsprint  |
| 2023     | keirin          | teamsprint |            |                                 |
| 2024     |                 |            |            | Olympische Spelen: · teamsprint |